# Fernando Béjar
Fernando Béjar Durà (Novelda, Alicante, España, 6 de octubre de 1980) es un futbolista español. Juega de Interior por la banda derecha y su equipo actual es el Monforte Club de Fútbol, de Primera Regional Valenciana.

## Trayectoria
Fernando Béjar se formó en las categorías inferiores del Monforte CF desde donde dio el salto en el año 1996 al Hércules CF. Formó parte de la generación de canteranos que logró el campeonato de División de Honor Juvenil (Grupo V) y alcanzó las semifinales de la Copa del Rey de Juveniles de Fútbol con el equipo juvenil del Hércules CF en la temporada 1998/99. Tras su buena temporada con el juvenil herculano y tras el descenso del Hércules a Segunda B, la primera plantilla se nutrió de varios canteranos como Gonzalo Bonastre, Vicente Verdejo, Manolo Martínez o Javi Verde.
En sus primeras temporadas en el equipo herculano tuvo un buen rendimiento, lo que hizo despertar el interés de varios equipos de categorías superiores. Fernando fue habitual en las alineaciones del Hércules en las 4 primeras temporadas, sin embargo en la 2003/04 jugó menos de lo habitual, y en la campaña 2004/05 se marchó cedido al Villajoyosa CF y en la siguiente de nuevo cedido al Benidorm CD. Así en 2006 se desvinculó del Hércules y fichó por el Alicante CF, con el que realizó dos buenas temporadas, logrando el ascenso a Segunda División en 2008. 
En la temporada 2009/2010 emigró fuera de la provincia de Alicante para firmar por la A.D. Alcorcón, club con el que logra el ascenso a Segunda división. A pesar de haber sido titular con el equipo madrileño se le dio la baja. La campaña siguiente jugó para el C.D. Castellón, también en la Segunda División B. Fernando Béjar repitió titularidad, pero no éxitos colectivos.
Actualmente milita en el Monforte CF.

## Clubes
| Club               | País   | Periodo   | Liga PJ (G) | Copa PJ (G) |
| ------------------ | ------ | --------- | ----------- | ----------- |
| Hércules C. F. "B" | España | 1999-2000 |             |             |
| Hércules C. F.     | España | 1998-1999 | 2 (0)       |             |
| Hércules C. F.     | España | 1999-2000 | 4 (0)       |             |
| Hércules C. F.     | España | 2000-2001 | 25 (3)      |             |
| Hércules C. F.     | España | 2001-2002 | 23 (4)      |             |
| Hércules C. F.     | España | 2002-2003 | 24 (1)      |             |
| Hércules C. F.     | España | 2003-2004 | 9 (0)       |             |
| Villajoyosa C. F.  | España | 2004-2005 | 32 (2)      |             |
| Benidorm C. D.     | España | 2005-2006 | 23 (8)      |             |
| Alicante C. F.     | España | 2006-2007 | 34 (3)      |             |
| Alicante C. F.     | España | 2007-2008 | 31 (6)      |             |
| Alicante C. F.     | España | 2008-2009 | 14 (1)      |             |
| A. D. Alcorcón     | España | 2009-2010 | 39 (5)      |             |
| C. D. Castellón    | España | 2010-2011 | 26 (3)      | 1 (0)       |
| Ontinyent C. F.    | España | 2011-2012 |             |             |
| Novelda C. F.      | España | 2012-2013 |             |             |
| Yeclano            | España | 2013      |             |             |
| Novelda C. F.      | España | 2014      |             |             |
| Monforte C. F.     | España | 2016–2017 |             |             |

## Palmarés
- Ascensos a Segunda División con el Alicante CF (2007/08) y con el A.D. Alcorcón (2009/10) .